# 戈尔德
戈尔德（法語：Gordes，法語發音：[ɡɔʁd]）是法国普罗旺斯-阿尔卑斯-蓝色海岸大区沃克吕兹省的一个市镇，位于该省南部，属于阿普特区。

## 地理
戈尔德（43°54'40"N, 5°12'1"E）面积48.04 平方千米，位于法国普罗旺斯-阿尔卑斯-蓝色海岸大区沃克吕兹省，该省份为法国东南部内陆省份，北起德龙省，西北接阿尔代什省，西接加尔省，南至罗讷河口省，东南角与瓦尔省接壤，东临上普罗旺斯阿尔卑斯省。
与戈尔德接壤的市镇（或旧市镇、城区）包括：勒博塞、博梅特、卡布里耶尔-达维尼翁、古尔特、茹卡斯、梅内尔布、米尔斯、奥佩德、鲁西永、圣庞塔莱翁、索马讷德沃克吕兹、沃纳斯克。

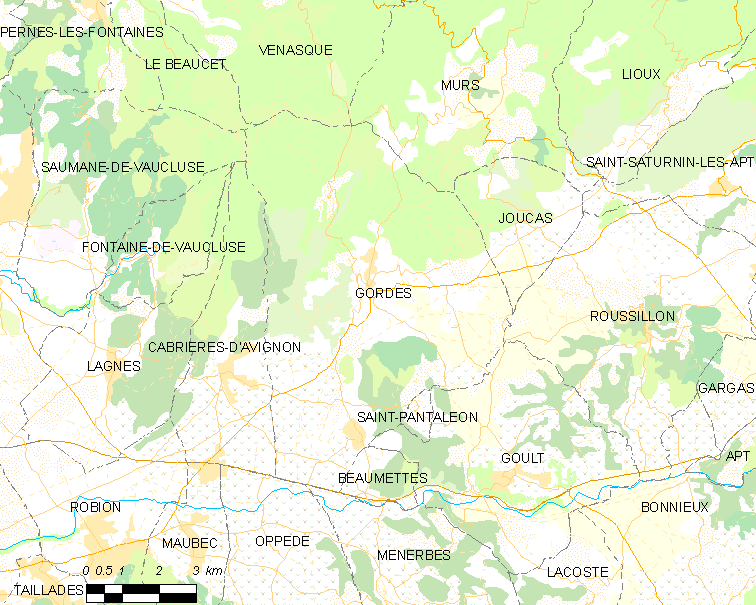
戈尔德的OSM定位图

戈尔德的时区为UTC+01:00、UTC+02:00（夏令时）。

## 行政
戈尔德的邮政编码为84220，INSEE市镇编码为84050。

## 政治
戈尔德所属的省级选区为阿普特县。

## 人口

1962-2008年间戈尔德人口变化图示

戈尔德于2022年1月1日时的人口数量为1664人。

## 友好城市
法國 马恩河畔阿内